# Bitwa pod Frastanz
Bitwa pod Frastanz – starcie zbrojne, które miało miejsce dnia 20 kwietnia 1499 r. podczas tzw. wojny szwabskiej (Schwabenkrieg) pomiędzy oddziałami szwajcarskimi a habsburskimi wojskami Związku Szwabskiego.
W marcu 1499 r. wojska Związku Szwabskiego przekraczając Ren, podjęły rabunkowy marsz w okolicach szwajcarskiego Rheintal oraz Sax-Forstegg. Szwajcarzy z pomocą trzech sprzymierzonych miast związkowych zebrali natychmiast w okolicach Azmoos wojska w sile 9000 ludzi, co zmusiło większość habsburskich wojsk, głównie z Tyrolu do wycofania się z powrotem za Ren. Siły te schroniły się następnie w umocnionym mieście Feldkirch, zagradzając drogę Szwajcarom w kierunku doliny Montafon.
Szwajcarzy rozpoczęli działania od oblężenia zamku Gutenberg, które jednak na skutek słabości ich artylerii zakończyło się niepowodzeniem. Decyzją bardzo doświadczonego przywódcy wojsk szwajcarskich Heini Wolleba z Uri, zdecydowano się zaatakować przeciwnika w okolicach Frastanz. W miejscu tym zrezygnowano z mało skutecznego ataku frontalnego na główne siły wroga, stosując taktykę obejścia i uderzenia na jego słabiej chronioną flankę.
Wojska Szwajcarów podzielono na 3 części. 2000 najlepszych żołnierzy pod dowództwem Wolleba miało za zadanie oczyścić z wojsk habsburskich rejon Royaberg. Siły główne w ilości 5000 ludzi dowodzone przez Ulricha von Hohensax miały w tym czasie przekraczając las po zachodniej stronie Royaberg, skierować się w kierunku Fellengatter. Pozostałe wojska składające się ze sprzymierzonych kontyngentów w sile 1600 ludzi skierowano do wiązania walkami garnizonu w Feldkirch.
Początkowo plan ataku Szwajcarów nie przynosił efektu, gdyż oddziały Wolleba w okolicy Alpli zostały powstrzymane przez 300 habsburskich strzelców uzbrojonych w rusznice wspomaganych przez 1500 tyrolskich giermków. Po gwałtownej walce Tyrolczycy zostali jednak pokonani, co pozwoliło Szwajcarom zajść z boku główne siły przeciwnika. Pod Fellengatter oba kontyngenty połączyły się ponownie. Oddziały Związku Szwabskiego wyszły na spotkanie Szwajcarom w pobliżu potoku Samina, gdzie rozstawiły swoją artylerię. Lepsze stanowiska Szwajcarskie górujące nad przeciwnikiem pozwoliły im przypuścić niespodziewany atak na wojska habsburskie. Po pierwszej salwie dział habsburskich, Szwajcarzy przypuścili decydujący atak na wroga, a ich żołnierze uzbrojeni w piki przełamali szereg obrońców. Habsburgowie rozpoczęli gwałtowną ucieczkę w kierunku rzeki Ill, gdzie zostali dopędzeni przez Szwajcarów i rozgromieni. Wielu z nich utonęło podczas próby przeprawy rzeki.
Szwajcarzy stracili zaledwie 11 ludzi, rannych było 60 żołnierzy, podczas gdy ich przeciwnik miał około 3000 zabitych.
Bitwa pod Frastanz była obok bitwy pod Dornach jedną z najkrwawszych i najważniejszych bitew w toku Wojny Szwabskiej. Szwajcarzy stracili w niej swojego najzacniejszego przywódcę Heini Wolleba z Uri, którego doskonała strategia zapewniła im wspaniałe zwycięstwo.